# Roland Thyssen
Roland Thyssen (pseudoniem Bun Hunga of de groepsnaam Bun Hunga and his Combo) is een Belgische componist en orkestleider.
Thyssen was de orkestleider van Sandra Kim toen ze won op het Eurovisiesongfestival 1986. Het jaar daarop was hij algemeen coördinator van het orkest tijdens het Eurovisiesongfestival dat door België werd georganiseerd het jaar nadien.
Hij schreef ook muzikale arrangementen voor artiesten waaronder Nicole Josy, Will Ferdy, Duo Domini, Dyanna, Jimmy Frey, Ray Franky, Ann Christy en Edwin.
Daarnaast maakte hij ook jingles en orkestmuziek op vinylplaten  die dan door andere artiesten konden gebruikt worden als begeleidingsmuziek.

## Discografie[1]
Albums
- Roland Thyssen Son Piano Et Son Grand Orchestre (1970)
- Roland Thyssen's Hammond-Orgel (1970)
- His Piano And His Big Orchestra
- Roland Thyssen Spielt Französische Welterfolge

Singles
- Le petit garçon (1968)
- Big Nick / There I've Said It Again (1968)
- Si jolie (1969)
- Rockin' girl (1972)
- Escapade Nocturne

Compilaties
- Sonrisa de Israel